# Ащелсай
Ащелсай — упразднённое село в Новоорском районе Оренбургской области. На момент упразднения входило в состав сельского поселения Караганский сельсовет. Исключено из учётных данных в 2007 году.

## География
Располагалось на левом берегу реки Большой Кумак, на расстоянии, примерно, 9 километр к юго-востоку от села Караганка.

## История
Возник в конце 1920-х начале 1930-х годов в период перехода казахов к оседлому образу жизни, был организован колхоз «Бустандык». В 1935 году аулсовет № 3 был переименован в Бустандыкский сельсовет, центр размещался в селе Ащилсай. В 1957 году село становится отделением совхоза имени Горького. В 1960 году сельсовет упразднён, территория передана в состав Чапаевского сельсовета, а село становится отделение совхоза Орский. С 1972 года в составе вновь образованного Караганского сельсовета, а село становится отделением совхоза «Восход».
Постановление Законодательного Собрания Оренбургской области от 07 сентября 2007 года № 1504/304-IV-ОЗ село исключено из учётных данных.

## Население
По переписи 2002 года в селе проживало 28 человек, 79 % населения составляли казахи.